# Ranking FIDE
La Federación Internacional de Ajedrez (FIDE) es la organización encargada de gobernar mundialmente toda competición ajedrecística. Mensualmente publica las clasificaciones de todos los jugadores de ajedrez federados del mundo. Para ello, se vale del sistema de puntuación Elo.

## Clasificación

### Estándar

#### Abierto
Los 20 primeros jugadores de ajedrez del mundo en julio de 2025.
| Posición | Jugador                   | Federación     | ELO  |
| -------- | ------------------------- | -------------- | ---- |
| 1        | Magnus Carlsen            | Noruega        | 2839 |
| 2        | Hikaru Nakamura           | Estados Unidos | 2807 |
| 3        | Fabiano Caruana           | Estados Unidos | 2784 |
| 4        | Rameshbabu Praggnanandhaa | India          | 2779 |
| 5        | Arjun Erigaisi            | India          | 2776 |
| 6        | Gukesh D                  | India          | 2776 |
| 7        | Nodirbek Abdusattorov     | Uzbekistán     | 2771 |
| 8        | Alireza Firouzja          | Francia        | 2766 |
| 9        | Anish Giri                | Países Bajos   | 2748 |
| 10       | Yi Wei                    | China          | 2748 |
| 11       | Shakhriyar Mamedyarov     | Azerbaiyán     | 2746 |
| 12       | Wesley So                 | Estados Unidos | 2745 |
| 13       | Viswanathan Anand         | India          | 2743 |
| 14       | Levon Aronian             | Estados Unidos | 2742 |
| 15       | Ian Nepomniachtchi        | Rusia          | 2742 |
| 16       | Vladimir Fedoseev         | Eslovenia      | 2739 |
| 17       | Leinier Dominguez Perez   | Estados Unidos | 2738 |
| 18       | Hans Niemann              | Estados Unidos | 2736 |
| 19       | Maxime Vachier-Lagrave    | Francia        | 2736 |
| 20       | Ding Liren                | China          | 2734 |

#### Femenino
Las 20 primeras jugadoras de ajedrez del mundo en julio de 2025.
| Posición | Jugador                | Federación | ELO  |
| -------- | ---------------------- | ---------- | ---- |
| 1        | Yifan Hou              | China      | 2633 |
| 2        | Ju Wenjun              | China      | 2570 |
| 3        | Lei Tingjie            | China      | 2557 |
| 4        | Anna Muzychuk          | Ucrania    | 2544 |
| 5        | Humpy Koneru           | India      | 2536 |
| 6        | Aleksandra Goryachkina | Rusia      | 2533 |
| 7        | Jiner Zhu              | China      | 2533 |
| 8        | Tan Zhongyi            | China      | 2527 |
| 9        | Kateryna Lagno         | Rusia      | 2515 |
| 10       | Bibisara Assaubayeva   | Kazajistán | 2505 |
| 11       | Nana Dzagnidze         | Georgia    | 2502 |
| 12       | Dronavalli Harika      | India      | 2488 |
| 13       | Mariya Muzychuk        | Ucrania    | 2486 |
| 14       | Polina Shuvalova       | Rusia      | 2480 |
| 15       | Rameshbabu Vaishali    | India      | 2478 |
| 16       | Alexandra Kosteniuk    | Suiza      | 2474 |
| 17       | Yuliia Osmak           | Ucrania    | 2470 |
| 18       | Divya Deshmukh         | India      | 2463 |
| 19       | Alina Kashlinskaya     | Polonia    | 2462 |
| 20       | Teodora Injac          | Serbia     | 2457 |

#### Juvenil
Los 20 primeros jugadores juveniles de ajedrez del mundo en julio de 2025.
| Posición | Jugador                   | Federación     | ELO  |
| -------- | ------------------------- | -------------- | ---- |
| 1        | Rameshbabu Praggnanandhaa | India          | 2779 |
| 2        | Gukesh D                  | India          | 2776 |
| 3        | Javokhir Sindarov         | Uzbekistán     | 2722 |
| 4        | Raunak Sadhwani           | India          | 2681 |
| 5        | Volodar Murzin            | Rusia          | 2671 |
| 6        | Ediz Gurel                | Turquía        | 2652 |
| 7        | Bardiya Daneshvar         | Irán           | 2640 |
| 8        | Daniel Dardha             | Bélgica        | 2627 |
| 9        | Yagiz Kaan Erdogmus       | Turquía        | 2626 |
| 10       | Abhimanyu Mishra          | Estados Unidos | 2611 |
| 11       | Aydin Suleymanli          | Azerbaiyán     | 2607 |
| 12       | Christopher Woojin Yoo    | Estados Unidos | 2607 |
| 13       | MarcAndria Maurizzi       | Francia        | 2604 |
| 14       | Leon Luke Mendonca        | India          | 2603 |
| 15       | Elham Amar                | Noruega        | 2600 |
| 16       | Ivan Zemlyanskii          | Rusia          | 2599 |
| 17       | V Pranav                  | India          | 2594 |
| 18       | Pranesh M                 | India          | 2592 |
| 19       | Aleksey Grebnev           | Rusia          | 2582 |
| 20       | Denis Lazavik             | Bielorrusia    | 2580 |

#### Juvenil femenino
Las 20 primeras jugadoras juveniles de ajedrez del mundo en julio de 2025.
| Posición | Jugador              | Federación     | ELO  |
| -------- | -------------------- | -------------- | ---- |
| 1        | Divya Deshmukh       | India          | 2463 |
| 2        | Miaoyi Lu            | China          | 2452 |
| 3        | Anna Shukhman        | Rusia          | 2416 |
| 4        | Alice Lee            | Estados Unidos | 2412 |
| 5        | Yuxin Song           | China          | 2410 |
| 6        | Zsoka Gaal           | Hungría        | 2383 |
| 7        | Zoey Tang            | Estados Unidos | 2371 |
| 8        | Eline Roebers        | Países Bajos   | 2354 |
| 9        | Mariia Manko         | Suiza          | 2352 |
| 10       | Savitha Shri B       | India          | 2341 |
| 11       | Bat-Erdene Mungunzul | Mongolia       | 2337 |
| 12       | Zarina Nurgaliyeva   | Kazajistán     | 2336 |
| 13       | Xeniya Balabayeva    | Kazajistán     | 2332 |
| 14       | Nadya Toncheva       | Bulgaria       | 2332 |
| 15       | Rakshitta Ravi       | India          | 2329 |
| 16       | Afruza Khamdamova    | Uzbekistán     | 2326 |
| 17       | Meruert Kamalidenova | Kazajistán     | 2323 |
| 18       | Olga Dm. Karmanova   | Rusia          | 2323 |
| 19       | Anastasia Kirtadze   | Georgia        | 2307 |
| 20       | Tejaswini G          | India          | 2307 |

### Rápido

#### Abierto
Los 20 primeros jugadores de ajedrez rápido del mundo en julio de 2025.
| Posición | Jugador                 | Federación     | ELO  |
| -------- | ----------------------- | -------------- | ---- |
| 1        | Magnus Carlsen          | Noruega        | 2819 |
| 2        | Ding Liren              | China          | 2776 |
| 3        | Alireza Firouzja        | Francia        | 2767 |
| 4        | Ian Nepomniachtchi      | Rusia          | 2762 |
| 5        | Fabiano Caruana         | Estados Unidos | 2756 |
| 6        | Yi Wei                  | China          | 2746 |
| 7        | Levon Aronian           | Estados Unidos | 2742 |
| 8        | Nodirbek Abdusattorov   | Uzbekistán     | 2740 |
| 9        | Vladimir Fedoseev       | Eslovenia      | 2740 |
| 10       | Hikaru Nakamura         | Estados Unidos | 2738 |
| 11       | Viswanathan Anand       | India          | 2727 |
| 12       | Maxime Vachier-Lagrave  | Francia        | 2725 |
| 13       | Vladislav Artemiev      | Rusia          | 2723 |
| 14       | Richard Rapport         | Hungría        | 2716 |
| 15       | Wesley So               | Estados Unidos | 2709 |
| 16       | Arjun Erigaisi          | India          | 2708 |
| 17       | Leinier Dominguez Perez | Estados Unidos | 2705 |
| 18       | Sergey Karjakin         | Rusia          | 2703 |
| 19       | Shakhriyar Mamedyarov   | Azerbaiyán     | 2701 |
| 20       | Yangyi Yu               | China          | 2700 |

#### Femenino
Las 20 primeras jugadoras de ajedrez rápido del mundo en julio de 2025.
| Posición | Jugador                | Federación     | ELO  |
| -------- | ---------------------- | -------------- | ---- |
| 1        | Ju Wenjun              | China          | 2542 |
| 2        | Yifan Hou              | China          | 2538 |
| 3        | Aleksandra Goryachkina | Rusia          | 2517 |
| 4        | Tan Zhongyi            | China          | 2507 |
| 5        | Lei Tingjie            | China          | 2499 |
| 6        | Tatiana Kosintseva     | Rusia          | 2497 |
| 7        | Kateryna Lagno         | Rusia          | 2465 |
| 8        | Alexandra Kosteniuk    | Suiza          | 2464 |
| 9        | Bibisara Assaubayeva   | Kazajistán     | 2446 |
| 10       | Humpy Koneru           | India          | 2446 |
| 11       | Dinara Saduakassova    | Kazajistán     | 2442 |
| 12       | Jiner Zhu              | China          | 2441 |
| 13       | Dronavalli Harika      | India          | 2433 |
| 14       | Qi Guo                 | China          | 2432 |
| 15       | Xue Zhao               | China          | 2430 |
| 16       | Mariya Muzychuk        | Ucrania        | 2423 |
| 17       | Nana Dzagnidze         | Georgia        | 2418 |
| 18       | Alice Lee              | Estados Unidos | 2412 |
| 19       | Anna Muzychuk          | Ucrania        | 2405 |
| 20       | Elisabeth Paehtz       | Alemania       | 2402 |

#### Juvenil
Los 20 primeros jugadores juveniles de ajedrez rápido del mundo en julio de 2025.
| Posición | Jugador                   | Federación     | ELO  |
| -------- | ------------------------- | -------------- | ---- |
| 1        | Rameshbabu Praggnanandhaa | India          | 2688 |
| 2        | Javokhir Sindarov         | Uzbekistán     | 2688 |
| 3        | Gukesh D                  | India          | 2654 |
| 4        | Volodar Murzin            | Rusia          | 2644 |
| 5        | Raunak Sadhwani           | India          | 2611 |
| 6        | Abhimanyu Mishra          | Estados Unidos | 2600 |
| 7        | Daniel Dardha             | Bélgica        | 2580 |
| 8        | Denis Lazavik             | Bielorrusia    | 2579 |
| 9        | V Pranav                  | India          | 2563 |
| 10       | Aydin Suleymanli          | Azerbaiyán     | 2535 |
| 11       | Augustin Droin            | Francia        | 2528 |
| 12       | Andy Woodward             | Estados Unidos | 2521 |
| 13       | Ivan Zemlyanskii          | Rusia          | 2513 |
| 14       | Aleksey Grebnev           | Rusia          | 2512 |
| 15       | Pranesh M                 | India          | 2509 |
| 16       | Reza Mahdavi              | Irán           | 2505 |
| 17       | Ediz Gurel                | Turquía        | 2502 |
| 18       | Leon Luke Mendonca        | India          | 2498 |
| 19       | Bardiya Daneshvar         | Irán           | 2491 |
| 20       | Marco Materia             | Francia        | 2490 |

#### Juvenil femenino
Las 20 primeras jugadoras juveniles de ajedrez rápido del mundo en julio de 2025.
| Posición | Jugador                    | Federación     | ELO  |
| -------- | -------------------------- | -------------- | ---- |
| 1        | Alice Lee                  | Estados Unidos | 2412 |
| 2        | Afruza Khamdamova          | Uzbekistán     | 2400 |
| 3        | Divya Deshmukh             | India          | 2395 |
| 4        | Eline Roebers              | Países Bajos   | 2392 |
| 5        | Meruert Kamalidenova       | Kazajistán     | 2387 |
| 6        | Yuxin Song                 | China          | 2335 |
| 7        | Bat-Erdene Mungunzul       | Mongolia       | 2315 |
| 8        | Nadya Toncheva             | Bulgaria       | 2312 |
| 9        | Iris Mou                   | Estados Unidos | 2305 |
| 10       | Melika Mohammadi           | Irán           | 2296 |
| 11       | Manon Schippke             | Francia        | 2294 |
| 12       | Xeniya Balabayeva          | Kazajistán     | 2287 |
| 13       | Amina Kairbekova           | Kazajistán     | 2284 |
| 14       | Miaoyi Lu                  | China          | 2278 |
| 15       | Yelyzaveta Hrebenshchykova | Ucrania        | 2275 |
| 16       | Zsoka Gaal                 | Hungría        | 2272 |
| 17       | Sahithi Varshini M         | India          | 2272 |
| 18       | Elnaz Kaliakhmet           | Kazajistán     | 2266 |
| 19       | Megan Althea Paragua       | Estados Unidos | 2257 |
| 20       | Alua Nurman                | Kazajistán     | 2252 |

### Relámpago

#### Abierto
Los 20 primeros jugadores de ajedrez relámpago del mundo en julio de 2025.
| Posición | Jugador                   | Federación     | ELO  |
| -------- | ------------------------- | -------------- | ---- |
| 1        | Magnus Carlsen            | Noruega        | 2883 |
| 2        | Hikaru Nakamura           | Estados Unidos | 2838 |
| 3        | Alireza Firouzja          | Francia        | 2814 |
| 4        | Ian Nepomniachtchi        | Rusia          | 2802 |
| 5        | Daniil Dubov              | Rusia          | 2795 |
| 6        | Wesley So                 | Estados Unidos | 2786 |
| 7        | Ding Liren                | China          | 2785 |
| 8        | Fabiano Caruana           | Estados Unidos | 2782 |
| 9        | Olexandr Bortnyk          | Ucrania        | 2776 |
| 10       | Jan-Krzysztof Duda        | Polonia        | 2770 |
| 11       | Maxime Vachier-Lagrave    | Francia        | 2769 |
| 12       | Levon Aronian             | Estados Unidos | 2768 |
| 13       | Arjun Erigaisi            | India          | 2750 |
| 14       | Vladimir Fedoseev         | Eslovenia      | 2746 |
| 15       | Vladislav Artemiev        | Rusia          | 2741 |
| 16       | Hans Niemann              | Estados Unidos | 2734 |
| 17       | Rameshbabu Praggnanandhaa | India          | 2734 |
| 18       | Viswanathan Anand         | India          | 2732 |
| 19       | Xiangzhi Bu               | China          | 2732 |
| 20       | Samuel Sevian             | Estados Unidos | 2727 |

#### Femenino
Las 20 primeras jugadoras de ajedrez relámpago del mundo en julio de 2025.
| Posición | Jugador                | Federación | ELO  |
| -------- | ---------------------- | ---------- | ---- |
| 1        | Yifan Hou              | China      | 2500 |
| 2        | Ju Wenjun              | China      | 2491 |
| 3        | Lei Tingjie            | China      | 2490 |
| 4        | Tan Zhongyi            | China      | 2457 |
| 5        | Bibisara Assaubayeva   | Kazajistán | 2441 |
| 6        | Aleksandra Goryachkina | Rusia      | 2441 |
| 7        | Kateryna Lagno         | Rusia      | 2440 |
| 8        | Alexandra Kosteniuk    | Suiza      | 2428 |
| 9        | Jiner Zhu              | China      | 2425 |
| 10       | Humpy Koneru           | India      | 2418 |
| 11       | Leya Garifullina       | Rusia      | 2412 |
| 12       | Rameshbabu Vaishali    | India      | 2400 |
| 13       | Polina Shuvalova       | Rusia      | 2399 |
| 14       | Anna Muzychuk          | Ucrania    | 2397 |
| 15       | Stavroula Tsolakidou   | Grecia     | 2395 |
| 16       | Dronavalli Harika      | India      | 2389 |
| 17       | Mai Narva              | Estonia    | 2389 |
| 18       | Divya Deshmukh         | India      | 2388 |
| 19       | Xue Zhao               | China      | 2383 |
| 20       | Nana Dzagnidze         | Georgia    | 2378 |

#### Juvenil
Los 20 primeros jugadores juveniles de ajedrez relámpago del mundo en julio de 2025.
| Posición | Jugador                   | Federación     | ELO  |
| -------- | ------------------------- | -------------- | ---- |
| 1        | Rameshbabu Praggnanandhaa | India          | 2734 |
| 2        | Volodar Murzin            | Rusia          | 2669 |
| 3        | Raunak Sadhwani           | India          | 2654 |
| 4        | Javokhir Sindarov         | Uzbekistán     | 2632 |
| 5        | Denis Lazavik             | Bielorrusia    | 2617 |
| 6        | Gukesh D                  | India          | 2615 |
| 7        | V Pranav                  | India          | 2606 |
| 8        | Aydin Suleymanli          | Azerbaiyán     | 2593 |
| 9        | Daniel Dardha             | Bélgica        | 2592 |
| 10       | Elham Amar                | Noruega        | 2577 |
| 11       | Ivan Zemlyanskii          | Rusia          | 2571 |
| 12       | Pranesh M                 | India          | 2547 |
| 13       | Havard Haug               | Noruega        | 2542 |
| 14       | Vuk Damjanovic            | Serbia         | 2532 |
| 15       | Artem Uskov               | Rusia          | 2532 |
| 16       | Bharath Subramaniyam H    | India          | 2521 |
| 17       | Marius Deuer              | Alemania       | 2517 |
| 18       | Brewington Hardaway       | Estados Unidos | 2516 |
| 19       | Arthur Guo                | Estados Unidos | 2513 |
| 20       | Abhimanyu Mishra          | Estados Unidos | 2508 |

#### Juvenil femenino
Las 20 primeras jugadoras juveniles de ajedrez relámpago del mundo en julio de 2025.
| Posición | Jugador                            | Federación     | ELO  |
| -------- | ---------------------------------- | -------------- | ---- |
| 1        | Divya Deshmukh                     | India          | 2388 |
| 2        | Yuxin Song                         | China          | 2373 |
| 3        | Alua Nurman                        | Kazajistán     | 2338 |
| 4        | Eline Roebers                      | Países Bajos   | 2337 |
| 5        | Alice Lee                          | Estados Unidos | 2336 |
| 6        | Chuqiao Wang                       | China          | 2327 |
| 7        | Xeniya Balabayeva                  | Kazajistán     | 2308 |
| 8        | Bat-Erdene Mungunzul               | Mongolia       | 2306 |
| 9        | Khishigbaatar Bayasgalan           | Mongolia       | 2300 |
| 10       | Manon Schippke                     | Francia        | 2289 |
| 11       | Zarina Nurgaliyeva                 | Kazajistán     | 2288 |
| 12       | Megan Althea Paragua               | Estados Unidos | 2286 |
| 13       | Candela Belén Francisco Guecamburu | Argentina      | 2278 |
| 14       | Marija Kuznecova                   | Letonia        | 2276 |
| 15       | Afruza Khamdamova                  | Uzbekistán     | 2271 |
| 16       | Bodhana Sivanandan                 | Inglaterra     | 2267 |
| 17       | Meruert Kamalidenova               | Kazajistán     | 2263 |
| 18       | Umida Omonova                      | Uzbekistán     | 2259 |
| 19       | Trisha Kanyamarala                 | Irlanda        | 2249 |
| 20       | Alexandra Shvedova                 | Italia         | 2249 |